# Le Singe du diable
Pour plus de détails, voir Fiche technique et Distribution.
Le Singe du diable (The Devil's Gift) est un film américain réalisé par Kenneth J. Berton, sorti en 1984.

## Synopsis
Elmira Johnson, une vieille dame, utilise une planche Ouija pour communiquer avec un esprit. Quand ce dernier se met en colère, il se manifeste sous la forme d'un jouet de singe se servant de ses cymbales pour frapper par la foudre la maison de la vieille femme.
Quelque temps plus tard, David Andrews, un père célibataire de banlieue, célèbre le neuvième anniversaire de son fils Michael. L'enfant reçoit le singe en cadeau de Susan, la petite amie de David, qui l'a acheté dans un magasin d'antiquités. Peu après la fête, David se réveille en hurlant d'un cauchemar dans lequel il a trouvé Michael mort dans la baignoire. Après le flétrissement des plantes de la maison et la mort mystérieuse du chien de la famille, David soupçonne le singe d'être derrière les événements.

## Fiche technique
- Titre original : The Devil's Gift
- Réalisation : Kenneth J. Berton
- Scénario : Hayden O'Hara, José Vergelin et Kenneth J. Berton
- Photographie : Karil Daniels et Caris Palm
- Montage : José Vergelin et Kenneth J. Berton
- Musique : Todd Hayen
- Pays d'origine :  États-Unis
- Genre : horreur
- Durée : 90 minutes

## Distribution
- Bob Mendelsohn : David Andrews
- Vicki Saputo : Susan
- Struan Robertson : Michael Andrews
- Bruce Parry : Pete
- Madelon Phillips : Adrianne

## Production
Le film s'inspire visiblement de la nouvelle Le Singe (1980) de Stephen King même si le nom de l'écrivain n'est pas mentionné au générique,.
Une version raccourcie du film et expurgée de ses éléments les plus horrifiques est intégrée au film à sketches Les Nouvelles Aventures de Merlin l'Enchanteur (1996), toujours réalisé par Kenneth J. Berton.